# Carboximetilcelulose
A carboximetilcelulose (CMC), normalmente apresentada na forma sódica (sal de sódio), como carboximetilcelulose de sódio, é um polímero aniônico derivado da celulose, muito solúvel em água, tanto a frio quanto a quente, na qual forma tanto soluções propriamente ditas quanto géis. Tem a excelente propriedade para aplicações em farmacologia e como aditivo alimentar de ser fisiologicamente inerte.
A CMC é aeróbica e  biodegradável por bactérias encontradas no meio ambiente, produzindo pequenas quantidades de fragmentos de CMC e açúcares. Porém sua biodegradabilidade varia de lenta a muito lenta.

## Estrutura molecular
A estrutura da CMC é baseada sobre o polímero de celulose de β-(1→4)-D-glucopiranose. Diferentes preparações podem ter diferentes graus de substituição. O dito grau médio de substituição (GS) dos grupos hidroxila situa-se acima de 0,5 e pode ir até 0,9.
As moléculas de CMC são normalmente mais curtas, na média, que as moléculas da celulose original da qual é produzida, apresentando áreas de maior e menor substituição. Esta substituição é predominantemente ligada em 2-O- e 6-O-, seguida por ordem de importância por ligações em 2,6-di-O- e 3-O-, 3,6-di-O-, 2,3-di-O- e por último 2,3,6-tri-O-. Isto aparentemente ocorre porque a substituição é levemente cooperativa (nos resíduos), mais que um processo aleatório dando áreas insubstituídas e trisubstituídas em taxa levemente mais alta. As moléculas de CMC são mais estendidas em ramificações a baixas concentrações mas a mais altas concentrações as moléculas sobrepõe-se e ligam-se em espiraladas, e então, à altas concentrações, enredam-se para formar um gel termoreversível. Diminuindo a força iônica assim como reduzindo o pH, faz-se decrescer a viscosidade e causa ao polímero a disposição ainda mais espiralada.

## Produção
Resulta do tratamento da celulose, via reação de Williamson, à pressão atmosférica (diferentemente dos outros ésteres da celulose), que se dá através de solução de hidróxido de sódio (NaOH) e monocloroacetato de sódio (ClCH2-COONa), resultando na substituição parcial de grupos hidroxilas da glicose pelo grupo –CH2-COOH, o que atribui à tal celulose modificada qualidades de solubilidade e viscosidade em solução desejadas, facilitando a hidratação da molécula.
As fontes da celulose adequada ao processo são as mais variadas, podendo incluir o bagaço da cana-de-açúcar proveniente de usinas de produção de açúcar e álcool.

## Características das soluções
Uma solução a 2% apresenta uma viscosidade que pode variar de 10 e 50.000 (cp) centipoise a 20 °C, dependendo do peso molecular, regularidade da molécula e número de substituições. A viscosidade é reversível com a temperatura e estável a pH entre 5 e 11.

## Aplicações
- Gel acoplante para ensaios por ultrassom
- Espessante.
- Doador de viscosidade para algumas formulações de detergentes.[1]
- Ligante.
- Aglutinante para tintas.
- Estabilizante para sucos (refrescos em geral).
- Agente de suspensão.
- Retenção de água.
- Formação de filmes resistentes a óleos, graxas e solventes orgânicos.
- Meio suporte para imobilização de enzimas e/ou microrganismos.
- Cola utilizada em papeis para origami.